# Acrida ungarica
Acrida ungarica је врста из реда Orthoptera.

## Распрострањење
се јавља у јужној и централној Европи, укључујући Пиринејско, Апенинско и Балканско полуострво као и медитеранска острва све до Кипра досежући до европског дела Русије на истоку. Северну границу распрострањења чине Аустрија и Словачка. Сматра се да су нови налази у Чешкој Републици резултат интродукције ове врсте. 
Државе у којима је забележена Acrida ungarica: Албанија; Босна и Херцеговина; Бугарска; Хрватска; Кипар; Француска (Корзика); Грчка; Мађарска; Италија (Италија (копно), Сардинија, Сицилија); Бивша Југословенска Република Македонија; Малта; Молдавија; Црна Гора; Румунија; Руска Федерација (европска Русија, јужноевропска Русија); Србија; Словачка; Словенија; Шпанија ; Турска (европски део Турске); Украјина.
У Аустрији је је изумрла, док је у Чешкој Републици интродукована.
Широко је распрострањена и честа у јужном делу ареала. У северном делу ареала бројност опада, али без обзира на то популације се сматрају стабилним. 

## Станиште
Ово је врста која насељава травнате површине, јавља се у сувим и топлим стаништима као што су дине и пустаре. У северном делу ареала насељава само добро очуване пешчане дине.

## Степен заштите
На Црвеној листи Аустрије и Чешке Републике Аrcida ungarica спада у регионално изумрле док на Црвеној листи Чешке спада у категорију рањивих.

## Синоними
- Herbst, 1786